# Rădăuți-Prut, Botoșani
Rădăuți-Prut este satul de reședință al comunei cu același nume din județul Botoșani, Moldova, România.

## Istoric
Între cele două războaie mondiale, Rădăuți Prut apare ca mic orășel cu farmacii,
hoteluri și târg renumit care polariza toată zona, inclusiv cea de peste Prut, care actualmente este în Republica Moldova.
Trebuie precizat că pentru prima dată apare documentar în anul 1437, cu zi de târg 
marțea, fiind localitatea ce se afla pe vechiul drum de care, Ștefănești- Rădăuți Prut, care traversa Prutul pe la locul numit “La lilieci” spre Hotin.
În noiembrie 2006 este demarată investiția “Refacerea podului 
Rădăuți Prut – Lipcani“ care va redeschide vechile căi de comunicații, ceea ce va duce la întărirea relațiilor economice în mod special, și va da localității Rădăuți Prut o altă perspectivă.
La 22 decembrie 2006 guvernul român  a decis deschiderea unui nou punct de trecere și Birou vamal de frontieră. Biroul vamal de frontieră Rădăuți Prut (România) - Lipcani (Republica Moldova) va fi dat în folosință după realizarea lucrărilor de infrastructură și asigurarea utilităților pentru funcționarea în bune condiții a traficului de frontieră. 
Spațiile și utilitățile vor fi asigurate de către Consiliul Județean Botoșani. 
În iulie 2008 satul a fost distrus în proporție de 70% din cauza inundațiilor, peste 100 de case s-au prăbușit.